# Marylise Léon

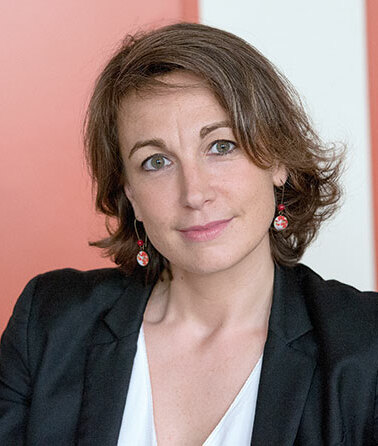
Marylise Léon (2023)

Marylise Léon (* 23. November 1976 in Le Mans) ist eine französische Gewerkschafterin. Sie ist seit Juni 2023 Generalsekretärin der Gewerkschaft CFDT.

## Leben
Marylise Léon besuchte das Gymnasium in Le Mans, dann die Universität Angers, die Universität Paris XII und die Universität Paris VII.
Sie erwarb ein DESS in Chemie und war mehrere Jahre lang als Sicherheits- und Umweltmanagerin für eine Beratungsfirma tätig.
Anschließend arbeitete sie als Ausbilderin und Studienbeauftragte für Betriebsräte zu den Themen Arbeitsbedingungen, Gesundheit, Sicherheit und technologische Risiken.
Nach der Explosion in der AZF-Fabrik in Toulouse hat sie an der Erweiterung der Rechte der Betriebsräte in Bezug auf industrielle Risiken und Umweltschutz für Standorte nach der Seveso-Richtlinie gearbeitet.

## Gewerkschafterin
2008 übernahm Léon ein Mandat in der Sparte Chemie Energie der CFDT, um sich um die Frage der großen industriellen Risiken, die Verhütung von Berufskrankheiten und die Verhandlungen über Tarifverträge in der Papierbranche zu kümmern.
Neben den industriellen Fragen verfolgte sie die Energiewende, die digitale Transformation und die Herausforderungen der Corporate Social Responsibility (CSR). In dieser Funktion setzte sie sich für die Verabschiedung des Gesetzes über die Sorgfaltspflicht im Jahr 2017 und die Verteidigung einer Mitbestimmung nach französischem Vorbild ein.
Auf dem Kongress der CFDT in Marseille 2014 wurde Léon zur nationalen Sekretärin für Industriefragen innerhalb des Exekutivausschusses der CFDT gewählt. Mit 99,17 % der Stimmen erzielte sie das beste Ergebnis der zehn Mitglieder des Exekutivausschusses.
Sie wurde 2018 zur stellvertretenden Generalsekretärin der CFDT gewählt und 2022 auf dem Kongress in Lyon mit 97,35 % der abgegebenen Stimmen erneut in den Nationalvorstand gewählt. Sie war zuständig für die Koordinierung der Aktionspolitik, für die Gewerkschaft und die Sicherung der Lebenswege, für die Beziehungen zwischen den Gewerkschaften und für die Außenbeziehungen (Politik und Verbandsbewegung).
Sie hat sich ab 2019 besonders gegen die Reform der Arbeitslosenversicherung eingesetzt, durch die die Höhe und die Dauer des Arbeitslosengeldes gekürzt wurde.
Im April 2023 kündigte Laurent Berger, Generalsekretär der CFDT, seinen baldigen Rücktritt an. Marylise Léon trat am 21. Juni 2023 seine Nachfolge an.